# Mijaíl Radiónov
Mijaíl Radiónov –en ruso, Михаил Радионов; en ucraniano, Михайло Радіонов, Myjailo Radiónov– (9 de septiembre de 1984) es un deportista ucraniano que compite para Rusia en ciclismo en la modalidad de pista, especialista en la prueba de madison.
Ganó dos medallas en el Campeonato Europeo de Ciclismo en Pista, plata en 2015 y bronce en 2010.

## Medallero internacional
| Representando a Ucrania |                     |                   |             |
| Campeonato Europeo      |                     |                   |             |
| Año                     | Lugar               | Medalla           | Competición |
| 2010                    | Pruszków ( Polonia) | Medalla de bronce | Madison     |
| Representando a Rusia   |                     |                   |             |
| Campeonato Europeo      |                     |                   |             |
| Año                     | Lugar               | Medalla           | Competición |
| 2015                    | Grenchen ( Suiza)   | Medalla de plata  | Madison     |